# 無我夢中
| ウィキペディアには「無我夢中」という見出しの百科事典記事はありません（タイトルに「無我夢中」を含むページの一覧/「無我夢中」で始まるページの一覧）。 代わりにウィクショナリーのページ「無我夢中」が役に立つかもしれません。 |